# Torneo de Zúrich
El Torneo de Zurich fue un torneo profesional de tenis de la WTA, que se llevaba a cabo anualmente en Zúrich, Suiza. Fue clasificado como un evento Tier I desde 1993 hasta el 2007, pero a partir del 2008 es un torneo Tier II. 
El torneo de Zúrich se realiza en el Hallenstadion, un estadio deportivo multifuncional. El evento tiene dos canchas duras disponibles para el torneo.
Entre las campeonas del torneo se encuentran las número uno Justine Henin, Lindsay Davenport, Martina Hingis, Venus Williams y María Sharápova.

## Campeonas

### Individuales
| Año             | Campeonas                 | Finalistas                | Marcador                 |
| --------------- | ------------------------- | ------------------------- | ------------------------ |
| 1984            | Zina Garrison             | Claudia Kohde-Kilsch      | 6–1, 0–6, 6–2            |
| 1985            | Zina Garrison             | Hana Mandlíková           | 6–1, 6–3                 |
| 1986            | Steffi Graf               | Helena Suková             | 4–6, 6–2, 6–4            |
| 1987            | Steffi Graf               | Hana Mandlíková           | 6–2, 6–2                 |
| ↓ Categoría 3 ↓ |                           |                           |                          |
| 1988            | Pam Shriver               | Manuela Maleeva-Fragnière | 6–3, 6–4                 |
| ↓ Categoría 4 ↓ |                           |                           |                          |
| 1989            | Steffi Graf               | Jana Novotná              | 6–1, 7–6(8–6)            |
| ↓ Tier II ↓     |                           |                           |                          |
| 1990            | Steffi Graf               | Gabriela Sabatini         | 6–3, 6–2                 |
| 1991            | Steffi Graf               | Nathalie Tauziat          | 6–4, 6–4                 |
| 1992            | Steffi Graf               | Martina Navratilova       | 2–6, 7–5, 7–5            |
| ↓ Tier I ↓      |                           |                           |                          |
| 1993            | Manuela Maleeva-Fragnière | Martina Navratilova       | 6–3, 7–6(7–1)            |
| 1994            | Magdalena Maleeva         | Natasha Zvereva           | 7–5, 3–6, 6–4            |
| 1995            | Iva Majoli                | Mary Pierce               | 6–4, 6–4                 |
| 1996            | Jana Novotná              | Martina Hingis            | 6–2, 6–2                 |
| 1997            | Lindsay Davenport         | Nathalie Tauziat          | 7–6(7–3), 7–5            |
| 1998            | Lindsay Davenport         | Venus Williams            | 7–5, 6–3                 |
| 1999            | Venus Williams            | Martina Hingis            | 6–3, 6–4                 |
| 2000            | Martina Hingis            | Lindsay Davenport         | 6–4, 4–6, 7–5            |
| 2001            | Lindsay Davenport         | Jelena Dokić              | 6–3, 6–1                 |
| 2002            | Patty Schnyder            | Lindsay Davenport         | 6–7(7–5), 7–6(10–8), 6–3 |
| 2003            | Justine Henin             | Jelena Dokić              | 6–0, 6–4                 |
| 2004            | Alicia Molik              | María Sharápova           | 4–6, 6–2, 6–3            |
| 2005            | Lindsay Davenport         | Patty Schnyder            | 7–6(7–5), 6–3            |
| 2006            | María Sharápova           | Daniela Hantuchová        | 6–1, 4–6, 6–3            |
| 2007            | Justine Henin             | Tatiana Golovin           | 6–4, 6–4                 |
| ↓ Tier II ↓     |                           |                           |                          |
| 2008            | Venus Williams            | Flavia Pennetta           | 7–6(7–1), 6–2            |

### Dobles
| Año             | Campeonas                           | Finalistas                             | Marcador                |
| --------------- | ----------------------------------- | -------------------------------------- | ----------------------- |
| 1984            | Andrea Leand Andrea Temesvári       | Claudia Kohde-Kilsch Hana Mandlíková   | 6–1, 6–3                |
| 1985            | Hana Mandlíková Andrea Temesvári    | Claudia Kohde-Kilsch Helena Suková     | 6–4, 3–6, 7–5           |
| 1986            | Steffi Graf Gabriela Sabatini       | Lori McNeil Alycia Moulton             | 1–6, 6–4, 6–4           |
| 1987            | Nathalie Herreman Pascale Paradis   | Jana Novotná Catherine Suire           | 6–3, 2–6, 6–3           |
| ↓ Categoría 3 ↓ |                                     |                                        |                         |
| 1988            | Isabelle Demongeot Nathalie Tauziat | Claudia Kohde-Kilsch Helena Suková     | 6–3, 6–3                |
| ↓ Categoría 4 ↓ |                                     |                                        |                         |
| 1989            | Jana Novotná Helena Suková          | Judith Polzl-Wiesner Nathalie Tauziat  | 6–3, 3–6, 6–4           |
| ↓ Tier II ↓     |                                     |                                        |                         |
| 1990            | Manon Bollegraf Eva Pfaff           | Catherine Suire Dinky Van Rensburg     | 7–5, 6–4                |
| 1991            | Jana Novotná Andrea Strnadová       | Zina Garrison Lori McNeil              | 6–4, 6–3                |
| 1992            | Helena Suková Natasha Zvereva       | Martina Navratilova Pam Shriver        | 7–6(7–5), 6–4           |
| ↓ Tier I ↓      |                                     |                                        |                         |
| 1993            | Zina Garrison Martina Navratilova   | Gigi Fernández Natalia Zvereva         | 6–3, 5–7, 6–3           |
| 1994            | Manon Bollegraf Martina Navratilova | Patty Fendick Meredith McGrath         | 7–6(7–3), 6–1           |
| 1995            | Nicole Arendt Manon Bollegraf       | Chanda Rubin Caroline Vis              | 4–6, 7–6(7–4), 6–4      |
| 1996            | Martina Hingis Helena Suková        | Nicole Arendt Natasha Zvereva          | 7–5, 6–4                |
| 1997            | Martina Hingis Arantxa Sánchez      | Larisa Savchenko-Neiland Helena Suková | 4–6, 6–4, 6–1           |
| 1998            | Serena Williams Venus Williams      | Mariaan de Swardt Elena Tatarkova      | 5–7, 6–1, 6–3           |
| 1999            | Lisa Raymond Rennae Stubbs          | Nathalie Tauziat Natasha Zvereva       | 6–2, 6–2                |
| 2000            | Martina Hingis Anna Kournikova      | Kimberly Po Anne-Gaëlle Sidot          | 6–3, 6–4                |
| 2001            | Lindsay Davenport Lisa Raymond      | Sandrine Testud Roberta Vinci          | 6–3, 2–6, 6–2           |
| 2002            | Elena Bovina Justine Henin          | Jelena Dokić Nadia Petrova             | 6–2, 7–6(7–2)           |
| 2003            | Kim Clijsters Ai Sugiyama           | Virginia Ruano Paola Suárez            | 7–6(7–3), 6–2           |
| 2004            | Cara Black Rennae Stubbs            | Virginia Ruano Paola Suárez            | 6–4, 6–4                |
| 2005            | Cara Black Rennae Stubbs            | Daniela Hantuchová Ai Sugiyama         | 6–7(6–8), 7–6(7–4), 6–3 |
| 2006            | Cara Black Rennae Stubbs            | Liezel Huber Katarina Srebotnik        | 7–5, 7–5                |
| 2007            | Květa Peschke Rennae Stubbs         | Lisa Raymond Francesca Schiavone       | 7–5, 7–6(7–1)           |
| ↓ Tier II ↓     |                                     |                                        |                         |
| 2008            | Cara Black Liezel Huber             | Anna-Lena Grönefeld Patty Schnyder     | 6–1, 7–6(7–3)           |